# فوسنو أوجو
فوسنو أوجو (28 أغسطس 1991 بأنتويرب في بلجيكا - ) هو لاعب كرة قدم بلجيكي في مركز الوسط. شارك مع منتخب بلجيكا تحت 17 سنة لكرة القدم ومنتخب بلجيكا تحت 21 سنة لكرة القدم. أما مع النوادي، فقد لعب مع بيرسخوت إيه سي ورويال أنتويرب وفي في في فينلو وفيلم تو تيلبورغ ونادي آيندهوفن ونادي دوردريخت.

## وصلات خارجية
- فوسنو أوجو على موقع الاتحاد الأوربي (الإنجليزية)
- فوسنو أوجو على موقع الاتحاد البلجيكي (الإنجليزية)
- فوسنو أوجو على موقع قاعدة بيانات كرة القدم.إي يو (الإنجليزية)
- فوسنو أوجو على موقع Soccerbase.com (لاعب) (الإنجليزية)
- فوسنو أوجو على موقع Soccerway.com (الإنجليزية)
- فوسنو أوجو على موقع عالم كرة القدم.نت (الإنجليزية)